# Geolycosa patellonigra
Geolycosa patellonigra este o specie de păianjeni din genul Geolycosa, familia Lycosidae, descrisă de Wallace în anul 1942. Conform Catalogue of Life specia Geolycosa patellonigra nu are subspecii cunoscute.